# Quartinia goleana
Quartinia goleana är en stekelart som beskrevs av Richards 1962. Quartinia goleana ingår i släktet Quartinia och familjen Masaridae. Inga underarter finns listade i Catalogue of Life.